# Friedrich Koncilia
Friedrich Koncilia (Klagenfurt, Austria, 25 de febrero de 1948) es un exfutbolista austriaco que se desempeñaba de guardameta.

## Biografía
Nacido en Klagenfurt, Koncilia comenzó jugando en el club de su ciudad natal, el Austria Klagenfurt, siendo traspasado al SV Wattens en 1969. Tras dos temporadas, Koncilia fichó por el FC Wacker Innsbruck, en dicho club permaneció 8 años, consiguiendo ganar cuatro ligas austriacas y tres copas, tras eso, fichó por el Anderlecht belga, el único club en el que jugó fuera de Austria, pero tras disputar solo 8 partidos, regresó a Austria para jugar en el Austria Viena donde se retiró.

### Selección de fútbol de Austria
Koncilia hizo su debut con Austria en un partido amistoso en septiembre de 1970 contra Hungría, Koncilia participó con Austria en el Mundial 1978 y el Mundial 1982, disputó su último partido internacional en 1985 contra Chipre en un amistoso.

## Trayectoria
| Club                | País    | Año         |
| ------------------- | ------- | ----------- |
| Austria Klagenfurt  | Austria | 1965 - 1969 |
| SV Wattens          | Austria | 1969 - 1971 |
| FC Wacker Innsbruck | Austria | 1971 - 1979 |
| RSC Anderlecht      | Bélgica | 1979        |
| Austria Viena       | Austria | 1980 - 1985 |

## Palmarés
FC Wacker Innsbruck
- Bundesliga: 1971-72, 1972-73, 1974-75, 1976-77
- Copa de Austria: 1973, 1975, 1978
- Copa Mitropa: 1975, 1976

Austria Viena
- Bundesliga: 1979-80, 1980-81, 1983-84, 1984-85
- Copa de Austria: 1980, 1982, 1984

- Datos: Q537698